# Acer heptaphlebium
Acer heptaphlebium é uma espécie de árvore do gênero Acer, pertencente à família Aceraceae.